# Клинча-Села
Клинча-Села (хорв. Klinča Sela) — община в Хорватии, входит в Загребскую жупанию. Община включает 14 населённых пунктов. По данным 2001 года, в ней проживало 4927 человек. Общая площадь общины составляет 77,6 км².